# Ferhan Hasani
Ferhan Hasani (født 18. juni 1990 i Tetovo, Makedonien) med tilnavnet "Buba", er en makedonsk-albansk professionel fodboldspiller, der spiller for FK Shkëndija.
Han har fra 2013–2015 spillet for Brøndby IF. I sin debutkamp mod Odense Boldklub, scorede han det ene målene hvor Brøndby vandt 2-1. Han fik  også en matchvinder-titel da han i 2014 bragte sejren til hans daværende klub Brøndby IF  imod den engelske storklub Liverpool F.C.